# Free Birds
Free Birds is een Amerikaanse computer-geanimeerde komische sciencefictionfilm uit 2013, geregisseerd door Jimmy Hayward.

## Verhaal
De film vertelt het verhaal over de twee kalkoenen Reggie en Jake die hun eigen lot in eigen hand nemen en stelen een tijdmachine van de overheid die wordt bestuurd door een A.I. genaamd S.T.E.V.E. (Space Time Exploration Vehicle Envoy) om naar Plymouth Colony in 1621 te reizen om de eerste Thanksgiving Day te voorkomen. Helaas is het herschrijven van het verhaal niet zo eenvoudig.
Reggie wordt verliefd op de kalkoen Jenny en komt in de problemen, terwijl Jake's gekke reddingsplan ervoor zorgt dat de hele kalkoenclan het doelwit wordt van schietgrage Dynamite Joe. Op het laatste moment vlucht Reggie de chaos die hij en Jake in het verleden hebben gecreëerd, terug naar het heden. Daar realiseert hij zich dat hij zijn vrienden niet in de steek moet laten. Dus hij krijgt pizza en keert terug om de Thanksgiving-traditie te veranderen, zodat nu pizza wordt gegeten in plaats van kalkoen.

## Stemverdeling
| Personage           | Originele stem  | Nederlandse stem      | Vlaamse stem       |
| ------------------- | --------------- | --------------------- | ------------------ |
| Reggie              | Owen Wilson     | Paul Groot            | Niels Destadsbader |
| Jake                | Woody Harrelson | Peter Paul Muller     | Alex Agnew         |
| Jenny               | Amy Poehler     | Kim-Lian van der Meij | Erika Van Tielen   |
| S.T.E.V.E.          | George Takei    |                       |                    |
| Myles Standish      | Colm Meaney     |                       |                    |
| Chief Broadbeak     | Keith David     |                       |                    |
| Gouverneur Bradford | Dan Fogler      |                       |                    |

## Ontvangst

### kritische reactie
Free Birds kreeg ongunstige recensies van filmcritici. Op Rotten Tomatoes heeft de film een waarde van 20% en een gemiddelde score van 4,30/10, gebaseerd op 91 recensies. Op Metacritic heeft de film een gemiddelde score van 38/100, gebaseerd op 27 recensies.

### Prijzen en nominaties
| jaar | prijs            | categorie            | genomineerde(n) | uitslag     |
| ---- | ---------------- | -------------------- | --------------- | ----------- |
| 2014 | Annie Award      | Beste muziek         | Dominic Lewis   | Genomineerd |
| 2014 | Black Reel Award | Beste stemprestaties | Keith David     | Genomineerd |